# Lilla Borssjön
Lilla Borssjön var en sjö, nu våtmark, i Lindesbergs kommun i Västmanland som ingår i Norrströms huvudavrinningsområde.